# Стефанишин, Иван Владимирович
Иван Владимирович Стефанишин (род. 6 февраля 2007, Пойковский, Тюменская область) — российский хоккеист, защитник.

## Биография
Начал заниматься хоккеем в команде «Nord Star» (Пойковский). В 2016 году перешёл в систему петербургского СКА, стал играть за «СКА-Стрельну». С сезона 2023/24 — игрок команды МХЛ «СКА-Юниор» Красногорск, с ноября 2024 также начал играть в «СКА-1946». 8 марта 2025 года впервые был включен в заявку матча КХЛ и в домашнем матче против магнитогорского «Металлурга» (4:2) провёл 13 секунд.